# Нове-Варпно
Нове-Варпно (пол. Nowe Warpno, до 1945 нем. Neuwarp) — город в Польше, входит в Западно-Поморское воеводство, Полицкий повят. Имеет статус городско-сельской гмины.

## Население
Население составляет 1 221 человек (по данным на 31 марта 2014 года). Сельская часть территории имеет самую низкую плотность населения среди подобных гмин в Польше — всего 2,09 чел/км2, в то время как городская плотность составляет 48,8 чел/км2. В итоге, общая плотность населения гмины составляет около 7,88 чел/км2, что по-прежнему является четвёртым самым низким показателем в Польше.

## Туризм
Нове Варпно — популярное место для туристов, известное даже за пределами страны. Особенно гмина привлекает туристов доступным жильём, наличием пристани для яхт, кемпингом. Постояльцы сдают комнаты в своих частных домах, поэтому приезжим из других городов и стран выпадает шанс почувствовать себя настоящим жителем гмины, ближе ознакомиться с культурой и пообщаться с коренным населением.

## Галерея

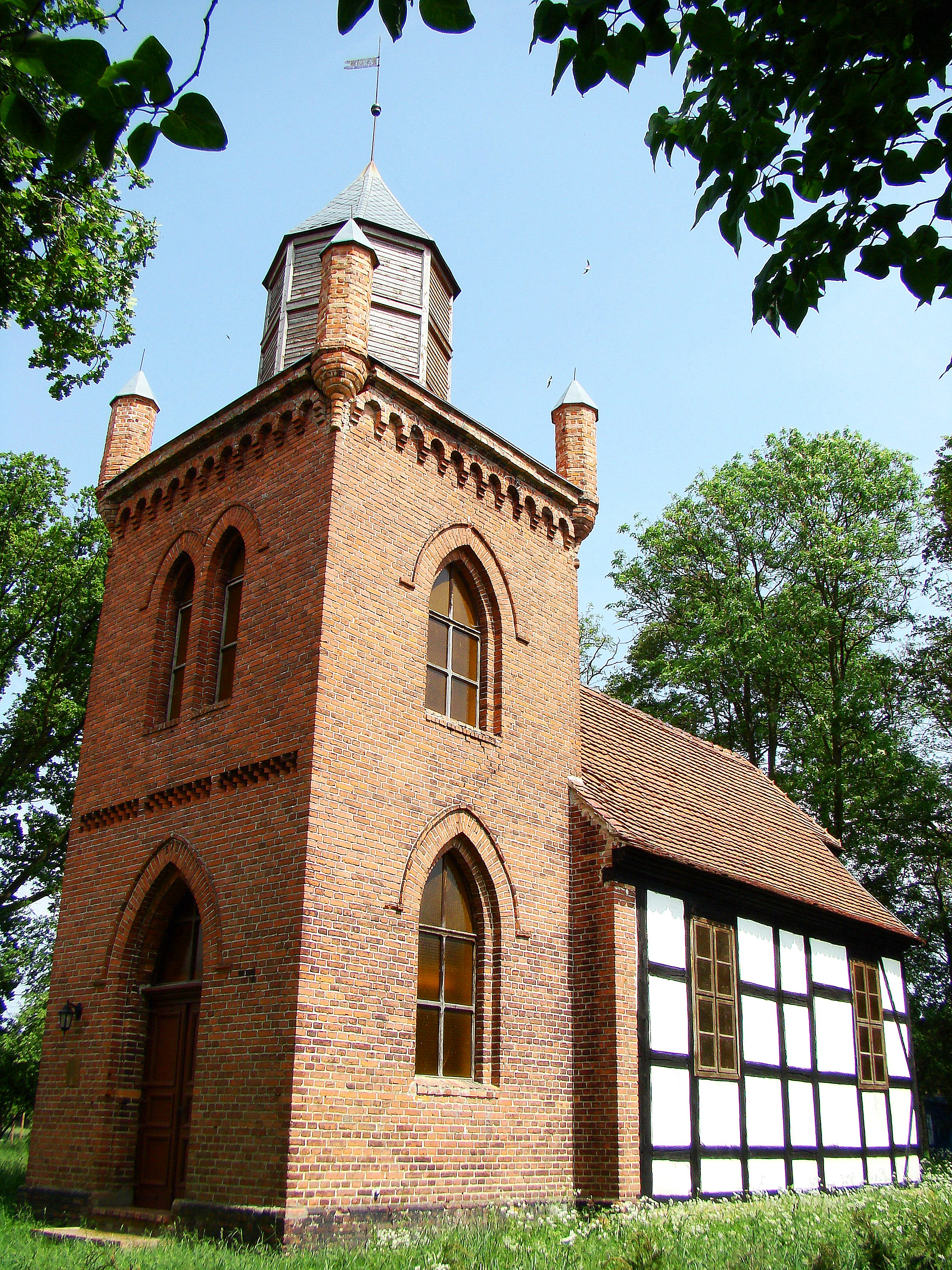
Церковь
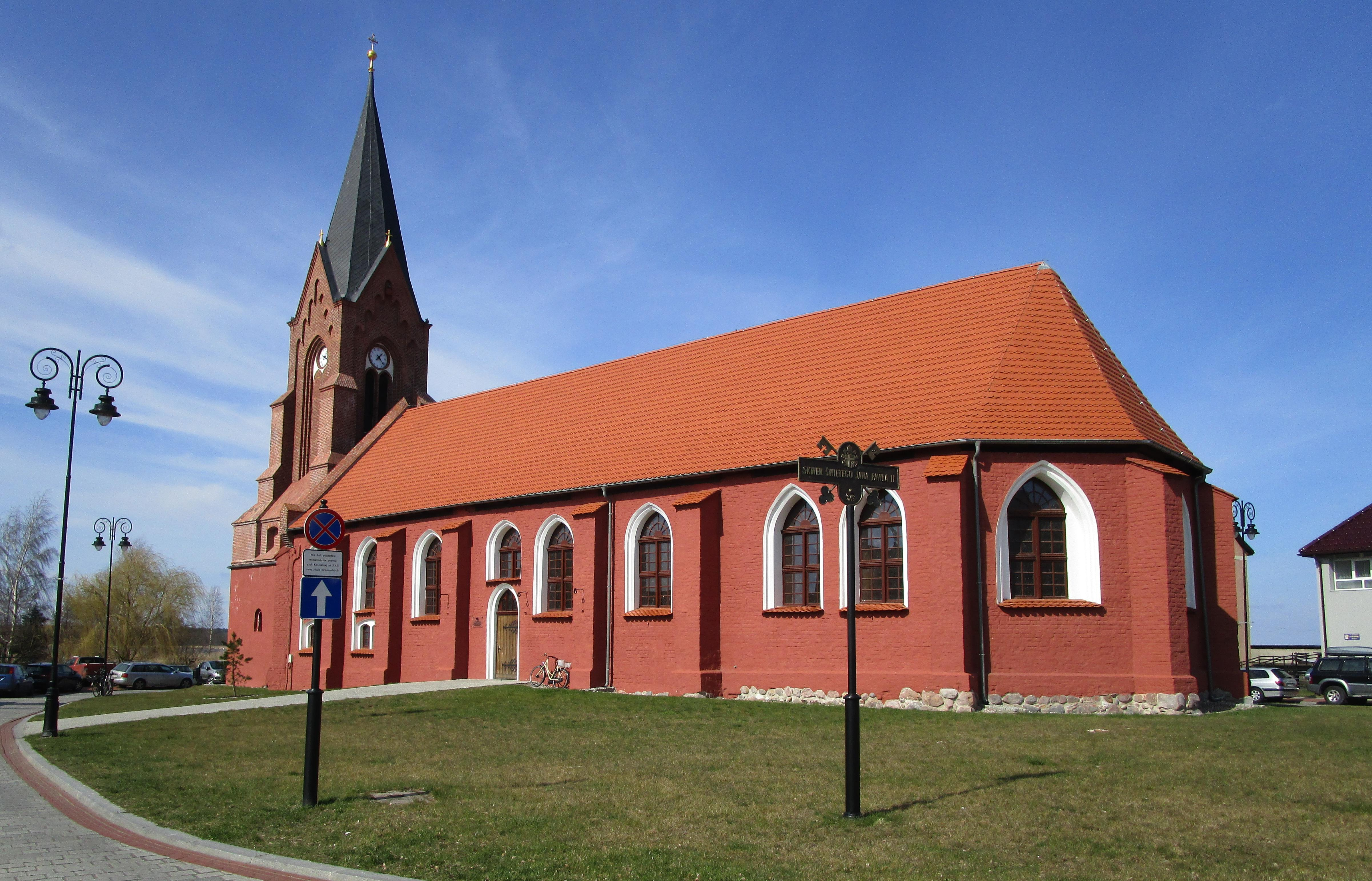
Церковь Св. Марии
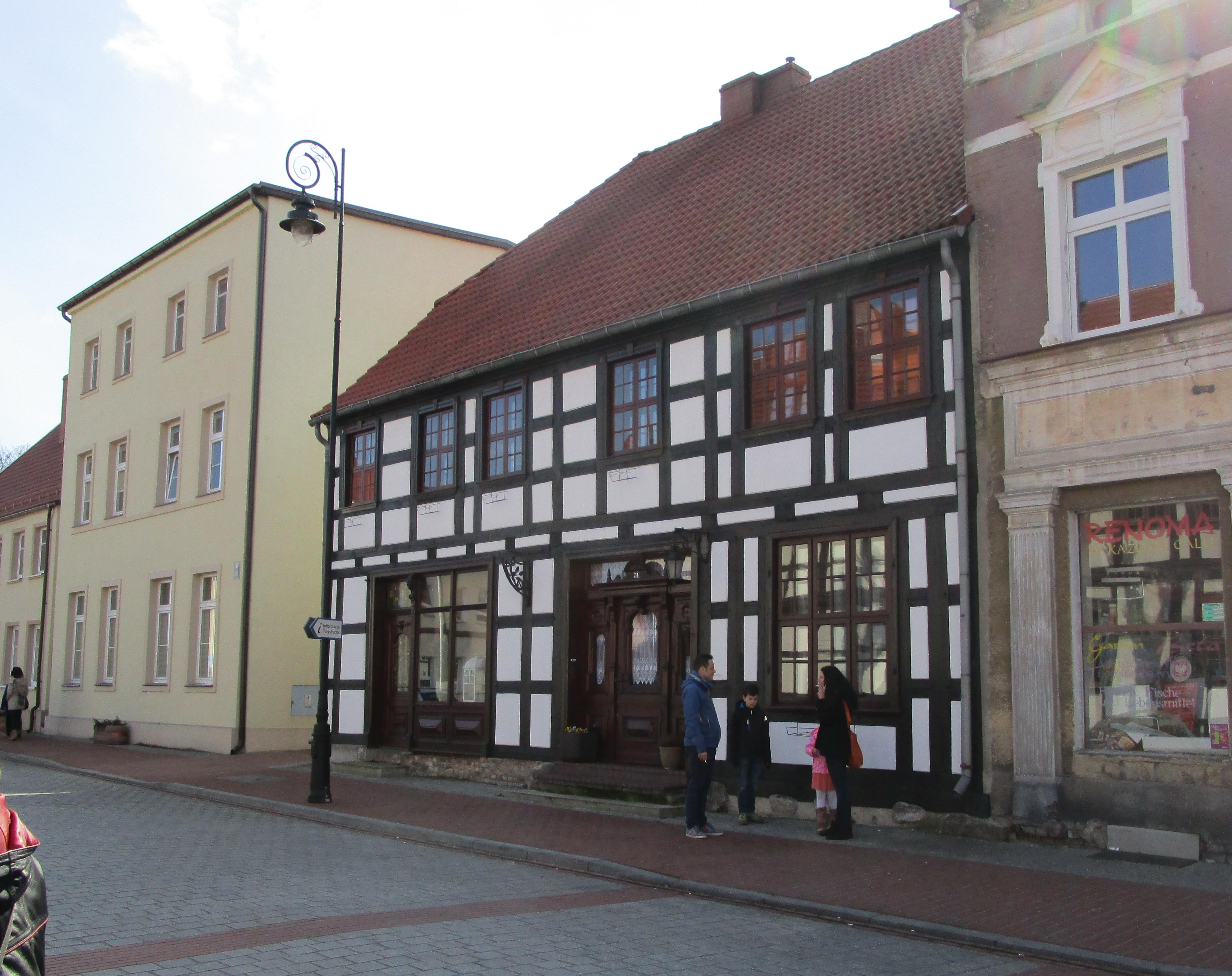
Фахверковый дом
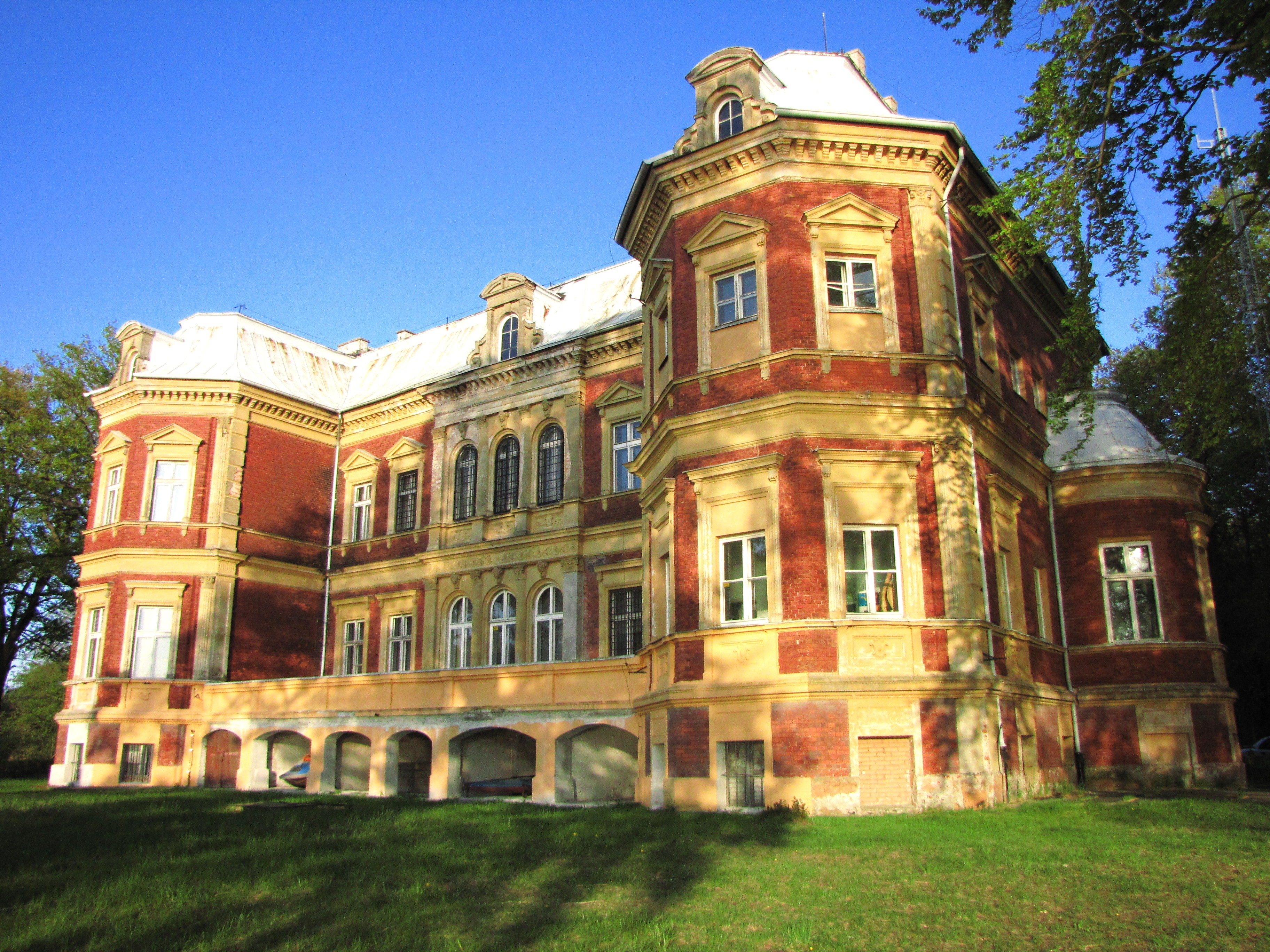
Замок Альбрехтсдорф
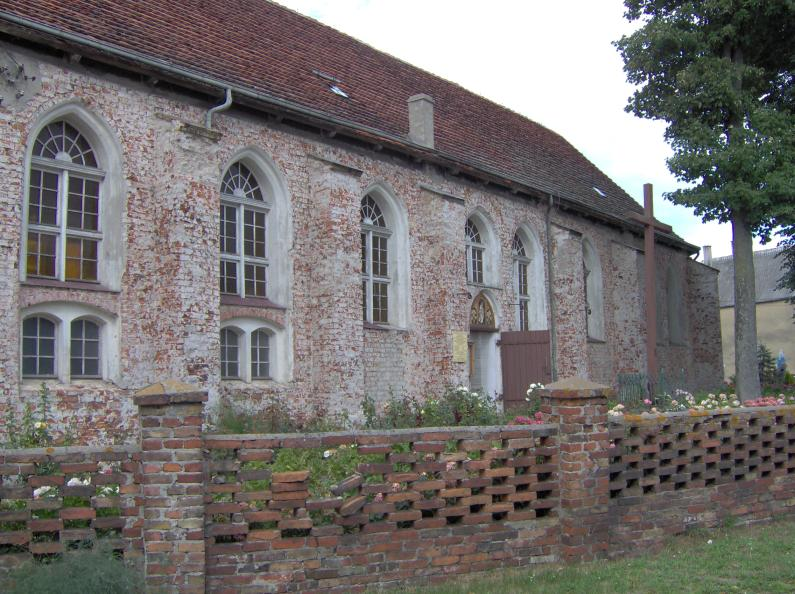
Костёл успения Пресвятой Девы Марии